# Manozil-oligosaharid 1,2-alfa-manozidaza
Manozil-oligosaharid 1,2-alfa-manozidaza (EC 3.2.1.113, manozidaza 1A, manozidaza 1B, 1,2-alfa-manozidaza, ekso-alfa-1,2-mananaza, manoza-9 alfa-manozidaza, glikoproteinska manozidaza I, manozidaza I, Man9-manozidaza, ManI, 1,2-alfa-manozil-oligosaharid alfa-D-manohidrolaza) je enzim sa sistematskim imenom 2-alfa-manozil-oligosaharid alfa-D-manohidrolaza. Ovaj enzim katalizuje sledeću hemijsku reakciju
hidroliza terminalnih (1->2)-vezanih alfa-D-manoznih ostataka u oligo-manoznom oligosaharidu Man9(GlcNAc)2
Ovaj enzim učestvuje u sintezi glikoproteina.

## Literatura
- Nicholas C. Price; Lewis Stevens (1999). Fundamentals of Enzymology: The Cell and Molecular Biology of Catalytic Proteins (Third изд.). USA: Oxford University Press. ISBN 019850229X.
- Eric J. Toone (2006). Advances in Enzymology and Related Areas of Molecular Biology, Protein Evolution (Volume 75 изд.). Wiley-Interscience. ISBN 0471205036.
- Branden C; Tooze J. Introduction to Protein Structure. New York, NY: Garland Publishing. ISBN 0-8153-2305-0.
- Irwin H. Segel. Enzyme Kinetics: Behavior and Analysis of Rapid Equilibrium and Steady-State Enzyme Systems (Book 44 изд.). Wiley Classics Library. ISBN 0471303097.
- William P. Jencks (1987). Catalysis in Chemistry and Enzymology. Dover Publications. ISBN 0486654605.

## Spoljašnje veze
- Mannosyl-oligosaccharide+1,2-alpha-mannosidase на 